# Долна Вес
Долна Вес (слч. Dolná Ves) насељено је мјесто са административним статусом сеоске општине (слч. obec) у округу Жјар на Хрону, у Банскобистричком крају, Словачка Република.

## Становништво
| Година:    | 1994. | 2004.   | 2014.   | 2024.   |
| ---------- | ----- | ------- | ------- | ------- |
| Број људи: | 242   | 227     | 235     | 234     |
| Разлика:   |       | -6,19 % | +3,52 % | -0,42 % |

| Година:    | 2023. | 2024.   |
| ---------- | ----- | ------- |
| Број људи: | 231   | 234     |
| Разлика:   |       | +1,29 % |

Према подацима о броју становника из 2011. године насеље је имало 249 становника.